# فلسطين في الألعاب البارالمبية الصيفية 2016
نافست فلسطين في دورة الألعاب البارالمبية الصيفية 2016 المنعقدة في ريو دي جانيرو في البرازيل من 7 سبتمبر - 18 سبتمبر 2016. كانت هذه هي المرة الخامسة التي يشاركون فيها اللاعبون الفلسطينيون في الألعاب البارالمبية بعد أول ظهور لها منذ ستة عشر عامًا في دورة الألعاب البارالمبية الصيفية 2000. حيث أرسلت اللجنة البارالمبية الفلسطينية لاعبًا واحدًا فقط للمنافسة في رياضة دفع الثقل وهو حسام عزام والذي كان حامل علم فلسطين في موكب الأمم خلال حفل الافتتاح. لم يفز بالميدالية الثالثة له في الألعاب البارالمبية لأنه احتل المركز الثامن من بين عشرة رياضيين برمي 6.34 متر في منافسات دفع الثقل للرجال.

## خلفية
كان ظهور فلسطين الأولمبي الأول في دورة الألعاب الأولمبية الصيفية في أتلانتا، الولايات المتحدة عام 1996. بعد أربع سنوات، نافست فلسطين لأول مرة في دورة الألعاب البارالمبية الصيفية 2000 في سيدني، أستراليا. ومنذ ذلك الحين، نافست فلسطين في دورات الألعاب البارلمبية الصيفية كافة مما جعل دورة ريو دي جانيرو ظهورها الخامس في الألعاب البارالمبية الصيفية. حين دخولها ألعاب ريو، فازت فلسطين بما مجموعه ثلاث ميداليات بارالمبية في رياضة ألعاب القوى. عقدت الألعاب البارالمبية الصيفية 2016 من 7 إلى 18 سبتمبر 2016 بمشاركة 4,328 رياضيًا يمثلون 159 لجنة بارالمبية. أرسلت فلسطين لاعبًا واحدًا للتنافس في ريو دي جانيرو في رياضة دفع الثقل هو حسام عزام. وكان برفقته رئيس البعثة إحسان إدكيدك، والمدرب محمد دهمان، ورئيس اللجنة الفنية للجنة البارالمبية الفلسطينية علي النزلي والسكرتير العام السابق للجنة علاء الشطلي. تم اختيار عزام ليكون حامل العلم في موكب الأمم خلال حفل الافتتاح.

## تصنيفات الإعاقة
كل مشارك في الألعاب البارالمبية تصنف إعاقته ضمن خمس فئات للإعاقة؛ بتر الأعضاء، قد تكون الحالة خلقية أو مستمرة بسبب الإصابة أو المرض؛ الشلل الدماغي؛ الرياضيين على كرسي متحرك، وغالبا ما يكون هناك تداخل بين هذه الفئات وغيرها. ضعف البصر، بما في ذلك العمى؛ تصنيف "Les Autres" الرياضي، أي إعاقة جسدية لا تندرج بشكل قاطع ضمن إحدى الفئات الأخرى، على سبيل المثال التقزم أو التصلب المتعدد. كل رياضة للمعاقين لها تصنيفات خاصة بها، تعتمد على المتطلبات المادية المحددة للمنافسة. يتم إعطاء الأحداث رمزًا، يتكون من أرقام وحروف، يصف نوع الحدث وتصنيف الرياضيين المتنافسين. بعض الرياضات، مثل الألعاب الرياضية، تقسم الرياضيين حسب فئة وشدة إعاقاتهم، والرياضات الأخرى، على سبيل المثال: السباحة، يكون المنافسين من فئات مختلفة معًا، والفصل الوحيد يكون قائمًا على شدة الإعاقة.

## الألعاب الرياضية

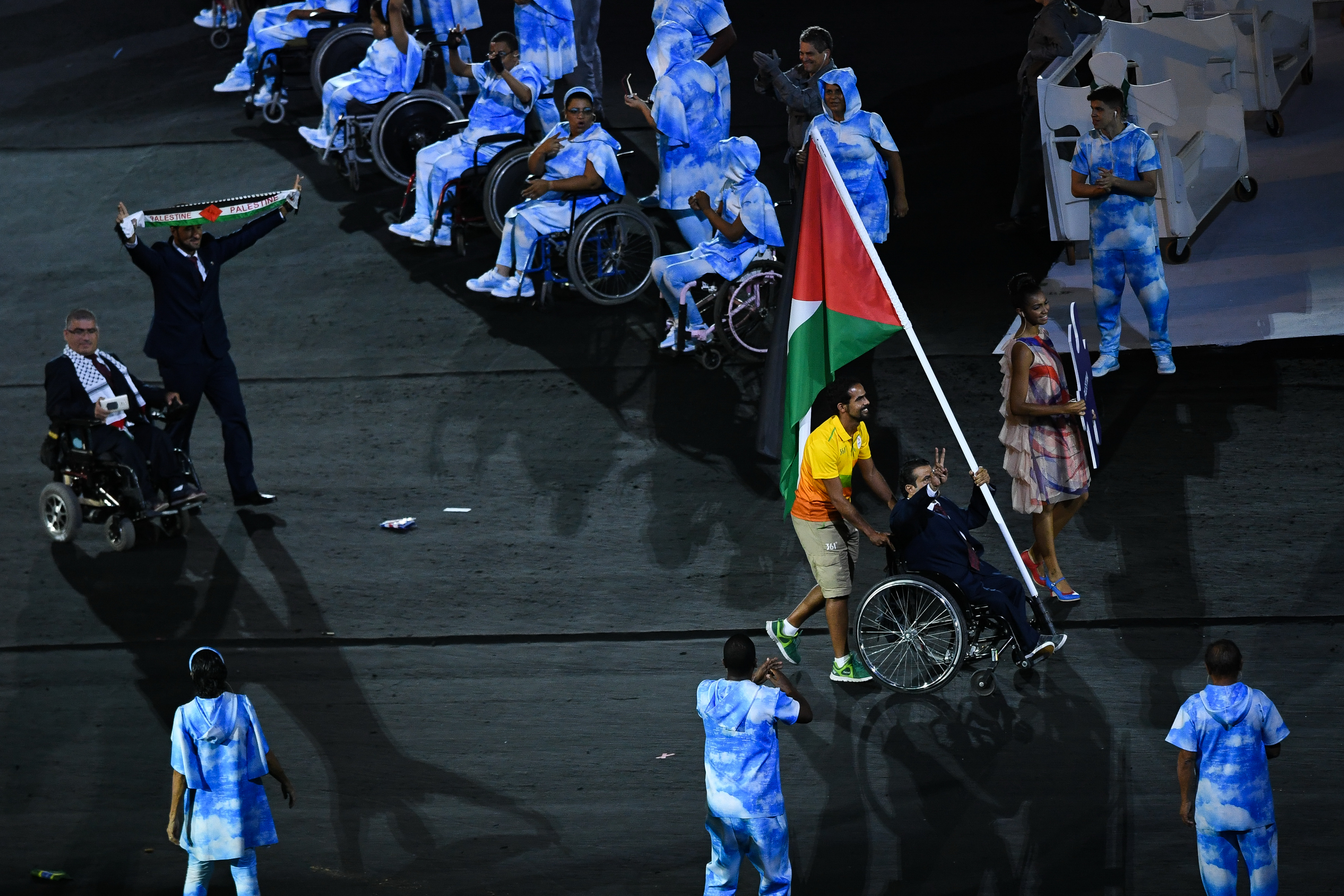
حسام عزام يحمل علم فلسطين في موكب الأمم خلال حفل الافتتاح.

أصبح حسام عزام من ذوي الإعاقة بعد إصابته بشلل الأطفال عندما كان رضيعًا وفقدان مقدرته على استخدام ساقيه. لذلك اضطر منذ ذلك الحين إلى استخدام كرسي متحرك، وتم تصنيفه حسب نظام تصنيف رياضة المعاقين إلى "تي 53″. كان عزام يبلغ من العمر 40 عامًا عند مشاركته في وقت دورة ريو، وكانت تلك المرة الخامسة التي يتنافس فيها في الألعاب البارالمبية الصيفية؛ فاز بميدالية في كل من دورتي الألعاب البارالمبية الصيفية عام 2000 و2004. لقد تأهل للألعاب بعد مفاوضات حصلت بين اللجنة البارالمبية الفلسطينية واللجنة البارالمبية الدولية، حيث أنه لم يكمل أي بطولة تأهيلية معترف بها دوليًا في السنوات الثلاث التي سبقت الألعاب. تفاوضت اللجنة الفلسطينية وشرحت للجنة الدولية، بشأن القيود التي تفرضها إسرائيل على حركة حسام عزام بسبب الإغلاق المستمر لمعبري رفح البري وبيت حانون، مما حال دون حضوره ثلاثة معسكرات تدريب دولية. اقتصر تدريبه على البقاء في قطاع غزة للتحضير للألعاب من خلال كرات متآكلة وملعب رملي لا يفي بالمعايير الدولية.

ومع ذلك، في أعقاب تدخل اللجنة البارالمبية الدولية، سُمح لعزام ومدربه محمد دهمان بمغادرة قطاع غزة في 3 سبتمبر ووصلا إلى ريو دي جانيرو بعد يومين. وقال أمام أولمبياد المعاقين إنه يتطلع إلى المنافسة في ألعاب ريو والسعي للحصول على ميدالية ذهبية،
«أتطلع إلى المنافسة وأتحدى كل الظروف والصعوبات التي سأواجهها وآمل أن أحصل على ميدالية ذهبية لفلسطين في دورة الألعاب البارالمبية، على الرغم من الصعوبات التي أواجهها كلاعب رياضي فلسطيني أعيش في قطاع غزة.»
في 14 سبتمبر، تنافس عزام في سباق دفع الثقل إف 53 للرجال. سجل رمي ل 6.34 متر، مما جعله يحتل المركز الثامن من بين عشرة رياضيين متنافسين.

### منافسة الرجال
| اللاعب    | الحدث           | النتيجة | الترتيب |
| --------- | --------------- | ------- | ------- |
| حسام عزام | دفع الثقل إف 53 | 6.34    | 8       |